# جوزف ماهر
جوزف ماهر (به انگلیسی: Joseph Maher) (زاده ۲۹ دسامبر ۱۹۳۳-درگذشته ۱۷ ژوئیهٔ ۱۹۹۸) بازیگر ایرلندی-آمریکایی بود.
از فیلم‌های معروف او می‌توان به بازی در فیلم نامادریم یک بیگانه است، به خاطر پیت، زیر رنگین‌کمان، گاراژ خوب، میمون رفتن! و نجات پیکاسو اشاره کرد.